# Bochorna
Bochorna es una cortijada española del municipio de Yeste, perteneciente a la provincia de Albacete, en la comunidad autónoma de Castilla-La Mancha.

## Historia
Hacia mediados del siglo XIX, el lugar, descrito como una cortijada y ya por entonces perteneciente a Yeste, estaba formado por 3 cortijos. Aparece descrito en el cuarto volumen del Diccionario geográfico-estadístico-histórico de España y sus posesiones de Ultramar de Pascual Madoz de la siguiente manera:

BOCHORNA: cortijada en la prov. de Albacete, part. jud. y térm. jurisd. de Yeste; fórmanla 3 cortijos sit. al NO. de la pobl., y en su terreno se crian moreras, árboles frutales, encinas y algunos pinos, de los que se saca poca utilidad.
(Madoz, 1846, p. 370)